# Chung Nguyen Do
Chung Thang Nguyen Do (in bulgaro Чунг Тханг Нгуен До?; Sofia, 23 maggio 2005) è un calciatore bulgaro, centrocampista dello Slavia Sofia.

## Biografia
È nato in Bulgaria da genitori vietnamiti.

## Caratteristiche tecniche
Ha iniziato a giocare a calcio come portiere nelle giovanili del CSKA Sofia, ma in seguito si è affermato come centrocampista difensivo.

## Carriera

### Club
Ha iniziato a giocare a calcio nel settore giovanile del CSKA Sofia per poi passare allo Slavia Sofia nel 2012. Nel gennaio del 2023 è stato promosso in prima squadra ed il 13 febbraio ha debuttato in prima squadra nell'incontro di Părva profesionalna futbolna liga vinto 2-0 contro il Pirin Blagoevgrad.

### Nazionale
Fra il 2016 ed il 2017 ha giocato con le nazionali giovanili bulgare Under-17, Under-19 ed Under-21.

## Statistiche

### Presenze e reti nei club
Statistiche aggiornate al 25 febbraio 2025.
| Stagione        | Squadra         | Campionato      | Campionato | Campionato | Coppe nazionali | Coppe nazionali | Coppe nazionali | Coppe continentali | Coppe continentali | Coppe continentali | Altre coppe | Altre coppe | Altre coppe | Totale | Totale | Totale |
| Stagione        | Squadra         | Comp            | Pres       | Reti       | Comp            | Pres            | Reti            | Comp               | Pres               | Reti               | Comp        | Pres        | Reti        | Pres   | Reti   |        |
| --------------- | --------------- | --------------- | ---------- | ---------- | --------------- | --------------- | --------------- | ------------------ | ------------------ | ------------------ | ----------- | ----------- | ----------- | ------ | ------ | ------ |
| 2022-2023       | Slavia Sofia    | 1L              | 16         | 0          | CB              | 1               | 0               | -                  | -                  | -                  | -           | -           | -           | 17     | 0      |        |
| 2023-2024       | Slavia Sofia    | 1L              | 11         | 0          | CB              | 0               | 0               | -                  | -                  | -                  | -           | -           | -           | 11     | 0      |        |
| 2024-2025       | Slavia Sofia    | 1L              | 18         | 0          | CB              | 2               | 0               | -                  | -                  | -                  | -           | -           | -           | 20     | 0      |        |
| Totale carriera | Totale carriera | Totale carriera | 45         | 0          |                 | 3               | 0               |                    | -                  | -                  |             | -           | -           | 48     | 0      |        |